# اخاردزا
اخاردزا (به لاتین: Akhardzha) یک منطقهٔ مسکونی در جمهوری آذربایجان است که در شهرستان گوی‌گول واقع شده‌است.